# Tropical Nights
Tropical Nights è l'ottavo album discografico in studio dell'artista Liza Minnelli, pubblicato nel 1977.

## Tracce
1. Jimi Jimi – 4:00 (Jim Grady)
2. When It Comes Down To It – 3:35 (Minnie Riperton, Richard Rudolph)
3. I Love Every Little Thing About You – 3:11 (Stevie Wonder)
4. Easy – 3:42 (Jim Grady)
5. I'm Your New Best Friend – 3:04 (Jim Grady; Dave Miller)
6. Medley: Tropical Nights / Bali Ha'i – 6:14 (Mark Winkler, Richard Rodgers & Oscar Hammerstein II)
7. Take Me Through / I Could Come To Love You – 4:30 (Jim Grady)
8. Come Home Babe – 3:24 (Jim Grady)
9. A Beautiful Thing – 3:24 (Jim Grady)

## Formazione
- Liza Minnelli, voce
- Steve Morse, chitarra
- Paulinho Da Costa, percussioni